# Verlus
Verlus (gaskognisch: Verlush) ist eine französische Gemeinde mit 122 Einwohnern (Stand 1. Januar 2022) im Département Gers in der Region Okzitanien; sie gehört zum Arrondissement Mirande.

## Geografie
Verlus liegt rund zwölf Kilometer südöstlich der Kleinstadt Aire-sur-l’Adour im Westen des Départements Gers an der Grenze zum Département Pyrénées-Atlantiques. Die Rebflächen in der Gemeinde gehören zum Weinbaugebiet Côtes de Saint-Mont. Die wichtigsten Gewässer sind die Flüsse Larcis und Lées sowie einige kleine Teiche. Wichtigste überregionale Verkehrsverbindung ist die wenige Kilometer westlich der Gemeinde verlaufende Autoroute A65 (Teil der Europastraße 7). In Saint-Agnet und Sarron befinden sich die nächstgelegenen Bushaltestellen (Buslinie 22 Mont-de-Marsan – Aire-sur-l’Adour – Pau).
Umgeben wird Verlus von den Nachbargemeinden Aurensan und Viella im Nordosten, Portet (im Département Pyrénées-Atlantiques) im Südosten, Moncla (im Département Pyrénées-Atlantiques) im Südwesten sowie Projan im Westen.

## Geschichte
Der Ort war spätestens seit der Römerzeit besiedelt. Dies belegen ausgegrabene Überreste eines römischen Bades. Die Gemeinde lag in der Gascogne und gehörte dort zur Region Bas-Armagnac. Von 1793 bis 1801 gehörte Verlus zum Distrikt Nogaro, von 1793 bis 1802 zum Kanton Barcelonne und von 1802 bis 2015 zum Wahlkreis (Kanton) Riscle.

## Bevölkerungsentwicklung
| Jahr                       | 1962 | 1968 | 1975 | 1982 | 1990 | 1999 | 2006 | 2012 | 2020 |
| Einwohner                  | 120  | 103  | 80   | 75   | 90   | 97   | 96   | 91   | 118  |
| Quellen: Cassini und INSEE |      |      |      |      |      |      |      |      |      |

## Sehenswürdigkeiten
- Kirche Saint-Joseph aus dem 17. Jahrhundert
- Schloss aus dem 16. Jahrhundert (in Privatbesitz)
- Flurkreuz

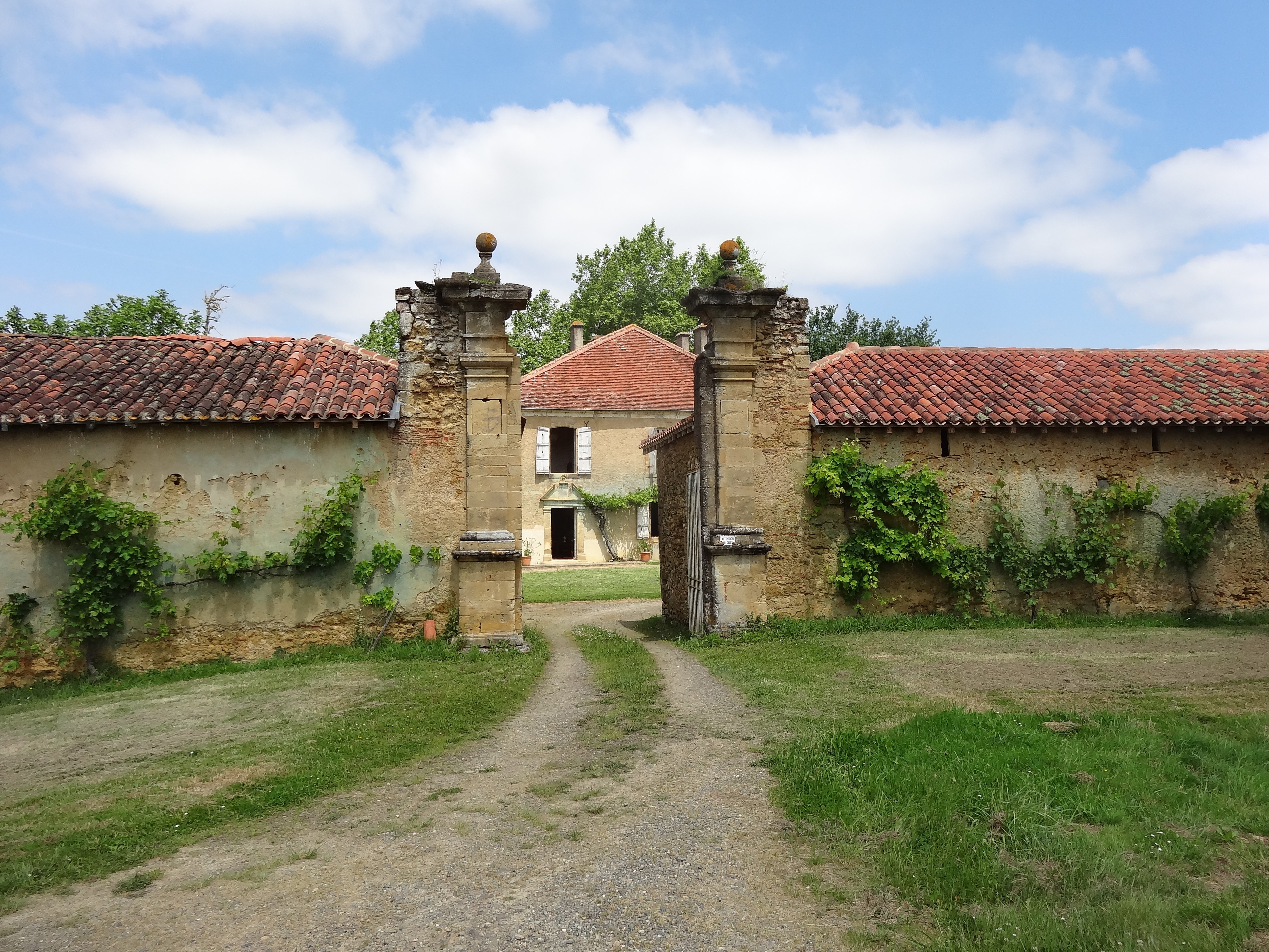
Eingang zum Schloss
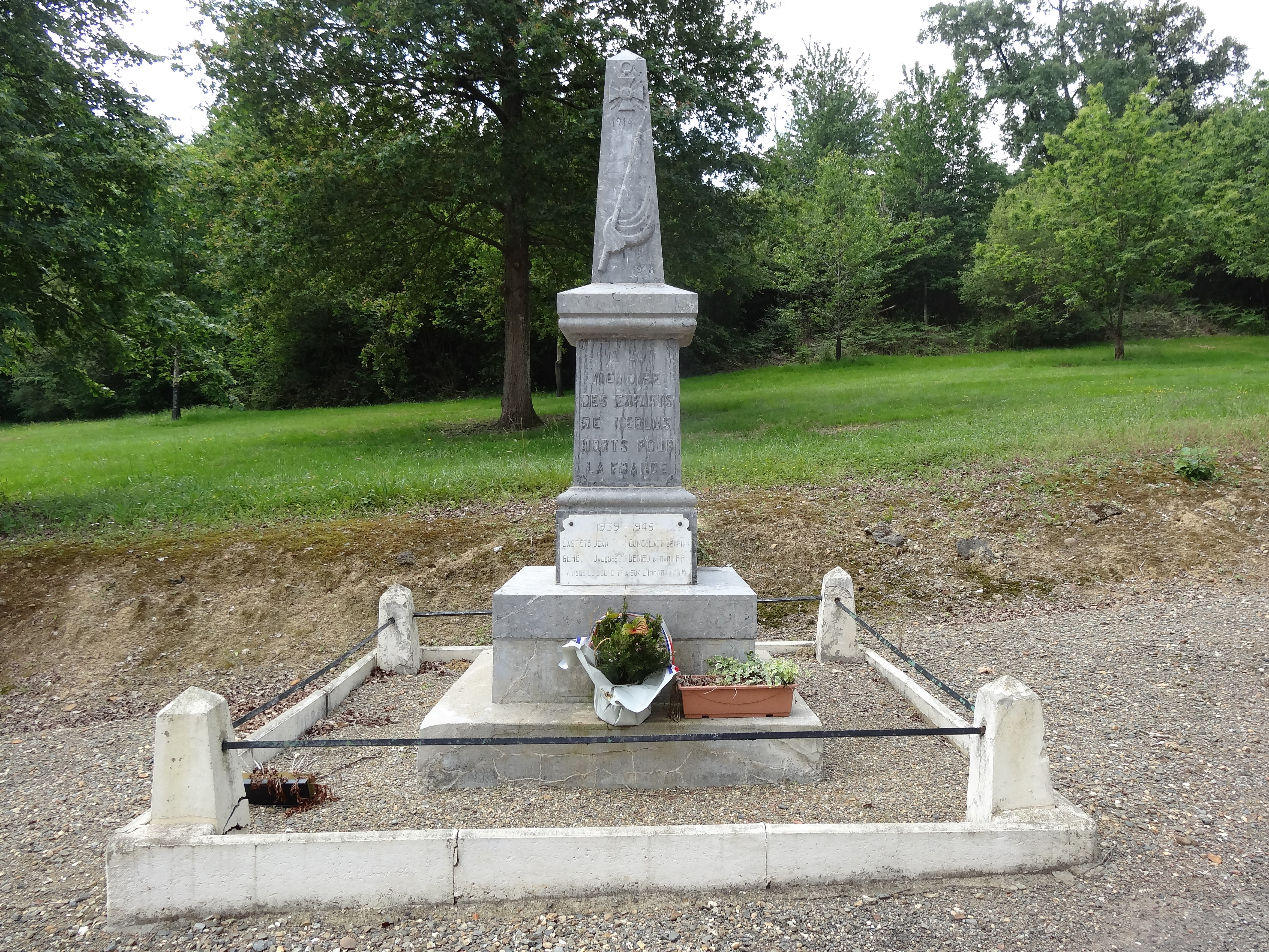
Gefallenendenkmal
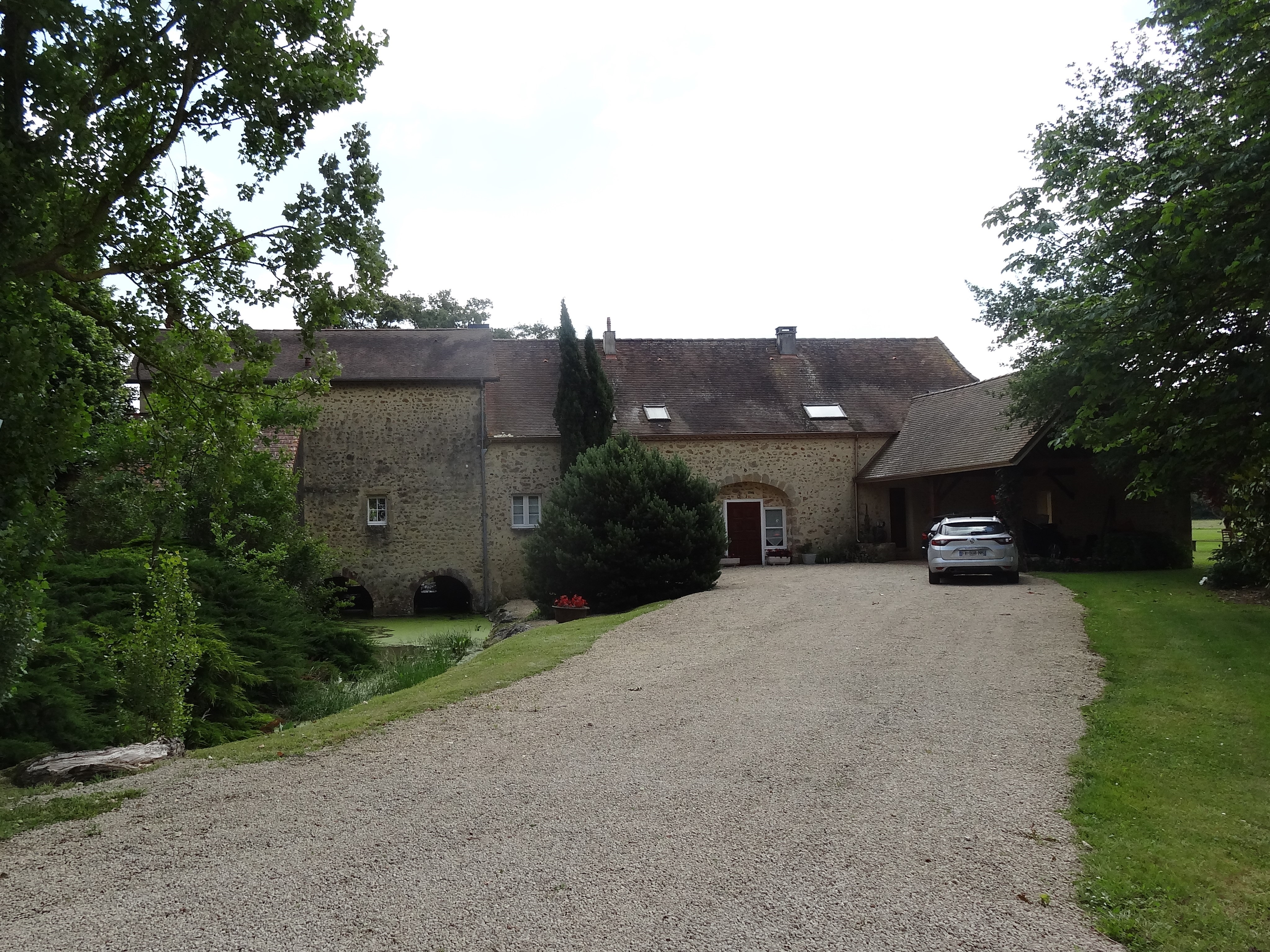
Wassermühle
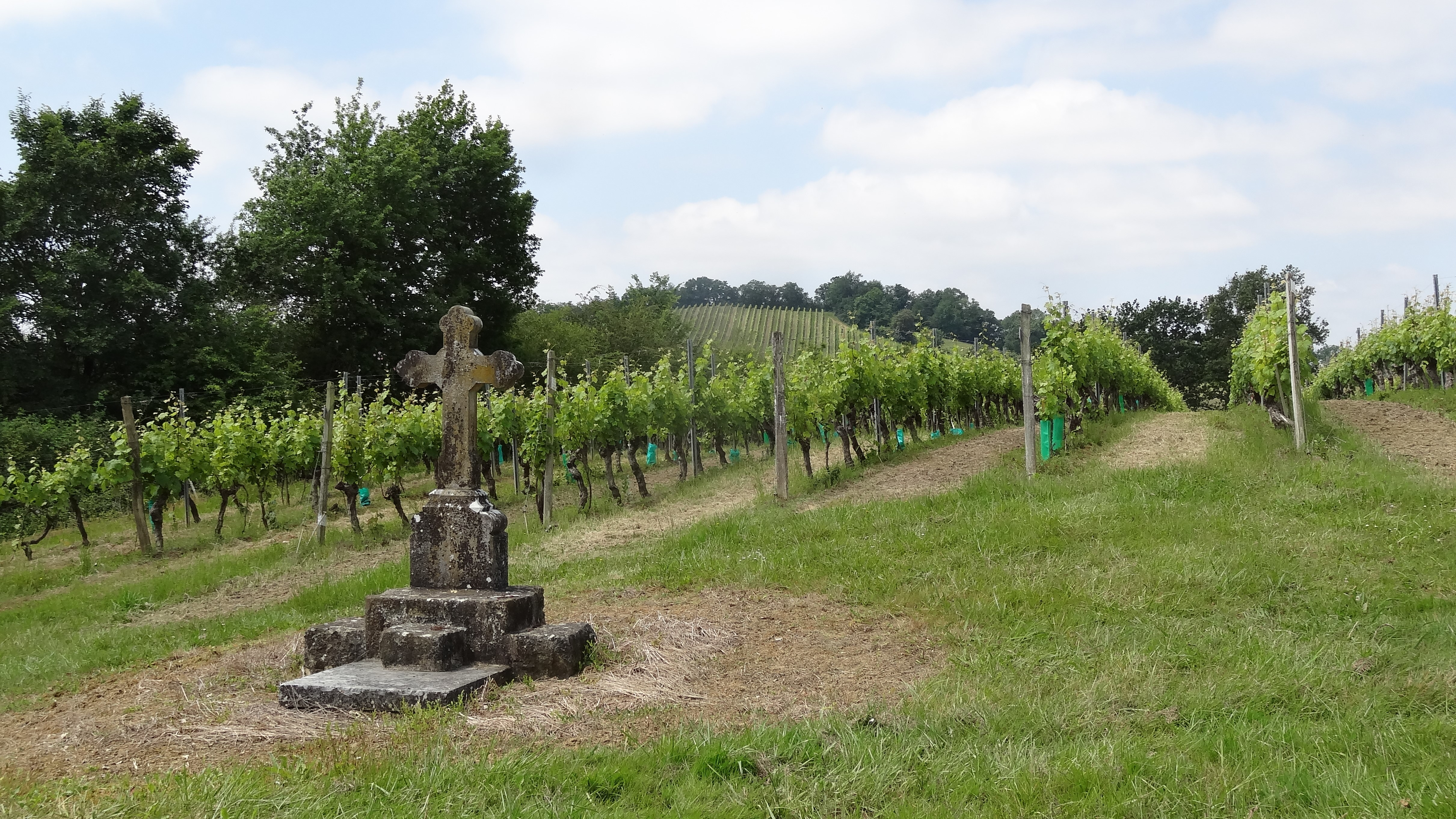
Flurkreuz